# 리수이차오난역
리수이차오난역(중국어: 立水桥南站)은 중국 베이징시 차오양구 아오윈춘 가도 베이위안로·춘화로 교차로 북쪽에 위치한 베이징 지하철 5호선의 지하철역이다.역의 색조는 흰색이다.

## 위치
이 역은 베이위안로와 춘화로 교차로 북쪽, 리수이교와 리수이시교 동남쪽에 위치하고 있다.

## 출구
이 역에는 모두 3개의 출구가 있다: A(서북), C(동남), D(서남)
|                            |                     |  |  |
| 출구                       | 출구 인근           |  |  |
| 出口 · A                   | 황금원(黄金苑)      |  |  |
| 出口 · C                   | 중국환경과학연구원  |  |  |
| 出口 · D                   | 링디 빌딩(领地大厦) |  |  |
| 아이콘 설명: 휠체어 리프트 |                     |  |  |

## 역 구조
이 역은 고가역으로서 상대식 승강장으로 설계되어 있다.
| 3층 승강장 | 상대식 승강장, 오른쪽 출입문이 열림 | 상대식 승강장, 오른쪽 출입문이 열림   |
| 3층 승강장 | ←                                   | ■ 5호선 텐퉁위안베이 방면(리수이차오) |
| 3층 승강장 | →                                   | ■ 5호선 쑹자좡 방면(베이위안루베이)   |
| 3층 승강장 | 상대식 승강장, 오른쪽 출입문이 열림 |                                       |
| 2층        | 대합실                              | 고객 센터, 개집표기                   |
| 지면층     | 출구                                | A-D출구                               |